# Линдберг, Пер Аугуст
Пер Аугуст Линдберг (швед. Per August Lindberg; 5 марта 1890, Стокгольм — 7 февраля 1944, там же) — шведский театральный деятель, театральный и кинорежиссёр, сценарист, актёр.

## Биография
Родился в театральной семье, сын актёра и режиссёра Юхана Аугуста и актрисы Августы Линдбергов. Ещё будучи школьником, Пер Линдберг сопровождал своего отца в театральных гастролях в Германии.
С 1909 года обучался на филологическом факультете Стокгольмского университета. В 1911—1912 годах прервал учёбу, чтобы сопровождать отца в его гастролях по Северной Америке.
Дебютировал на сцене в январе 1912 года в Чикаго. В 1912—1916 годах работал актёром в труппе своего отца, в 1917—1918 годах выступал на сцене театра М. Рейнхардта в Берлине.
В 1918—1923 годах стал первым директором и режиссёром Гётеборгского «Лоренсберг-театра», где поставил спектакли «Как вам это понравится» (1920), «Отелло», «Король Лир» (оба в 1921), «Ромео и Джульетта» (1922) Шекспира, «Эрик XIV» (1919), «Народная сказка», «Мастер Улоф» Стриндберга (оба в 1920 г.). В 1925—1927 гг. руководил Концертным театром (Konserthusteatern) в Стокгольме.
Работая руководителем в 1927—1930 годах Королевским драматическим театром Стокгольма, Пер Линдберг организовал так называемый «Театральный клуб» — серию воскресных дневных спектаклей по дешёвым абонементам, которые распространялись среди рабочих. В этот период он поставил спектакли «Жизнь есть сон» Кальдерона, «Гоп-ля! Мы живы!» Толлера, «Человек, вновь проживший свою жизнь» Лагерквиста, «Сведенхьельмы», «Доллар» И. Бергмана.
В 1930—1934 и 1936—1938 гг. возглавлял в Стокгольме «Театр И. Экмана», в 1935—1936 годах — «Васа-театр», некоторое время руководил театром Шведского радио.

## Творчество
На творчество Пера Линдберга оказали большое влияние режиссура М. Рейнхардта и немецкий экспрессионизм 1920-х годов, принципы актёрского искусства, разработанные К. С. Станиславским, идеи Р. Роллана о народном театре.
Пер Линдберг стремился создать театр, близкий демократическому зрителю, ставить классический репертуар. Режиссёрское искусство его характеризовалось монументализмом, лаконизмом, выразительной зрелищностью, пластической и живописной образностью, внутренним ритмом.
Крупнейшим событием культурной жизни страны стала его постановка антифашистской драмы Лагерквиста «Палач» (1936). В числе лучших работ Пера Линдберга: «Живой труп» (1932), «Венецианский купец» (1935); «Победа во тьме» Лагерквиста (1938).
Идейно-эстетические принципы Пера Линдберга во многом определили творчество шведских режиссёров Г. Муландера, А. Шёберга, С. Милиандера, И. Бергмана.

## Фильмография
Режиссёр
- 1923 — Лига чемпионов / Norrtullsligan
- 1939 — Gläd dig i din ungdom
- 1941 — Det sägs på stan
- 1940 — Hans Nåds testamente
- 1940 — Июньская ночь / Juninatten
- 1940 — Stål
- 1941 — Det sägs på stan

Сценарист
- 1940 — Hans Nåds testamente
- 1940 — Juninatten
- 1941 — Det sägs på stan